# Nashville Metros
O Nashville Metros foi um time americano de futebol sediado em Nashville, Tennessee, Estados Unidos. Fundada em 1989, a equipe jogou mais recentemente na Premier Development League (PDL), a quarta divisão da Pirâmide Americana de Futebol, na Divisão Atlântico Sul da Conferência Leste. O Metros era o maior clube de futebol em operação contínua nas United Soccer Leagues antes de sua última temporada em 2012.

## História
O Nashville Metros foi fundado por Lynn Agee e Devinder Sandhu e começou a jogar futebol indoor na Sunbelt Independent Soccer League em 1990. Devido à falta de instalações, a equipe jogou sua primeira temporada inteira na estrada, antes de se estabelecer em Smyrna. O Metros continuou jogando dentro de casa até 1996, mas só venceu seis partidas em seis temporadas. Durante grande parte do mesmo período, a equipe ao ar livre jogou na Premier League amadora da USL, com resultados significativamente melhores. A primeira temporada vencedora de Nashville aconteceu em 1995, com um recorde de 12 a 6 e sua primeira aparição nos playoffs. A equipe de 1996 teve Pasi Kinturi, que marcou 19 gols na liga, e foi nomeado MVP da liga naquela temporada. 
O Metros subiu para a segunda divisão A-League em 1997. Após vários anos jogando em vários estádios do ensino médio e municipal em Nashville e Franklin, a equipe se estabeleceu em sua nova casa no Ezell Park. Nashville fez sua primeira aparição na US Open Cup no torneio de 1998, onde derrotou o Delaware Wizards da terceira divisão antes de enfrentar o Kansas City Wizards da Major League Soccer. Um fraco oprimido, o Metros provocou a virada do torneio com uma vitória sobre o clube da primeira divisão diante de uma multidão em casa em êxtase. Nashville finalmente caiu nas quartas de final para o Dallas Burn da MLS. 
Em 1999, devido a circunstâncias financeiras, o clube foi forçado a se reorganizar. O time foi renomeado para Tennessee Rhythm e mudou-se de Nashville para Franklin, mas voltou ao local original em 2001, revertendo para o nome original ao mesmo tempo. Neste período, houve uma revanche malsucedida contra o Dallas Burn na US Open Cup de 2000 e um jogo televisionado nacionalmente contra o Los Angeles Galaxy no torneio de 2001. Em 2002, o Metros passou da Liga A para a Premier Development League, principalmente devido às instalações abaixo do padrão de Ezell Park, como a falta de uma caixa de imprensa. 
Começando com sua primeira aparição nos playoffs em 1994, Nashville fez oito viagens pós-temporada nos 11 anos seguintes. 

## Estatísticas

### Participações
|  | Participações em 2020 |

| Competição     | Competição               | Temporadas | Melhor campanha        | Estreia | Última | P | R |
| Estados Unidos | Lamar Hunt U.S. Open Cup | 3          | Segunda Fase (2 vezes) | 1998    | 2001   |   | – |